# Åhus museum
Åhus museum är ett sommaröppet lokalhistoriskt museum i Åhus, som är en filial till Regionmuseet i Skåne i Kristianstad.
Åhus museum är inrymt i Åhus rådhus, en delvis bevarad medeltida byggnad vid Torget i Åhus. 
År 1923 köptes det tidigare rådhuset, då i privat ägo, av Åhus köping och omgestaltades efter ritningar utförda 1925 av stadsarkitekten i Kristianstad Per Lennart Håkanson till kommunalhus. Bland annat revs byggnadens lägre sidopartier och nya uppfördes.

## Rådhuset blir museum
Länsmuseet i Kristianstads län, senare Regionmuseet i Skåne, öppnade 1974 filialen Åhus museum i byggnaden. Där visas bland annat Vid åns mynning, en stadshistorisk utställning om Åhus.
Regionmuseet informerade i slutet av september 2020 att det avsåg att inom den närmaste tiden avveckla museet. p.g.a kraftiga nedskärningar i Regionmuseets budget. Museets styrelse beslöt dock, vid sitt möte i december 2020, att driva vidare Åhus museum åtminstone ytterligare ett år, med stöd av lokala gåvor och volontärer.
Framför Åhus museum står den vikingatida runstenen Älleköpingestenen.

## Bildgalleri

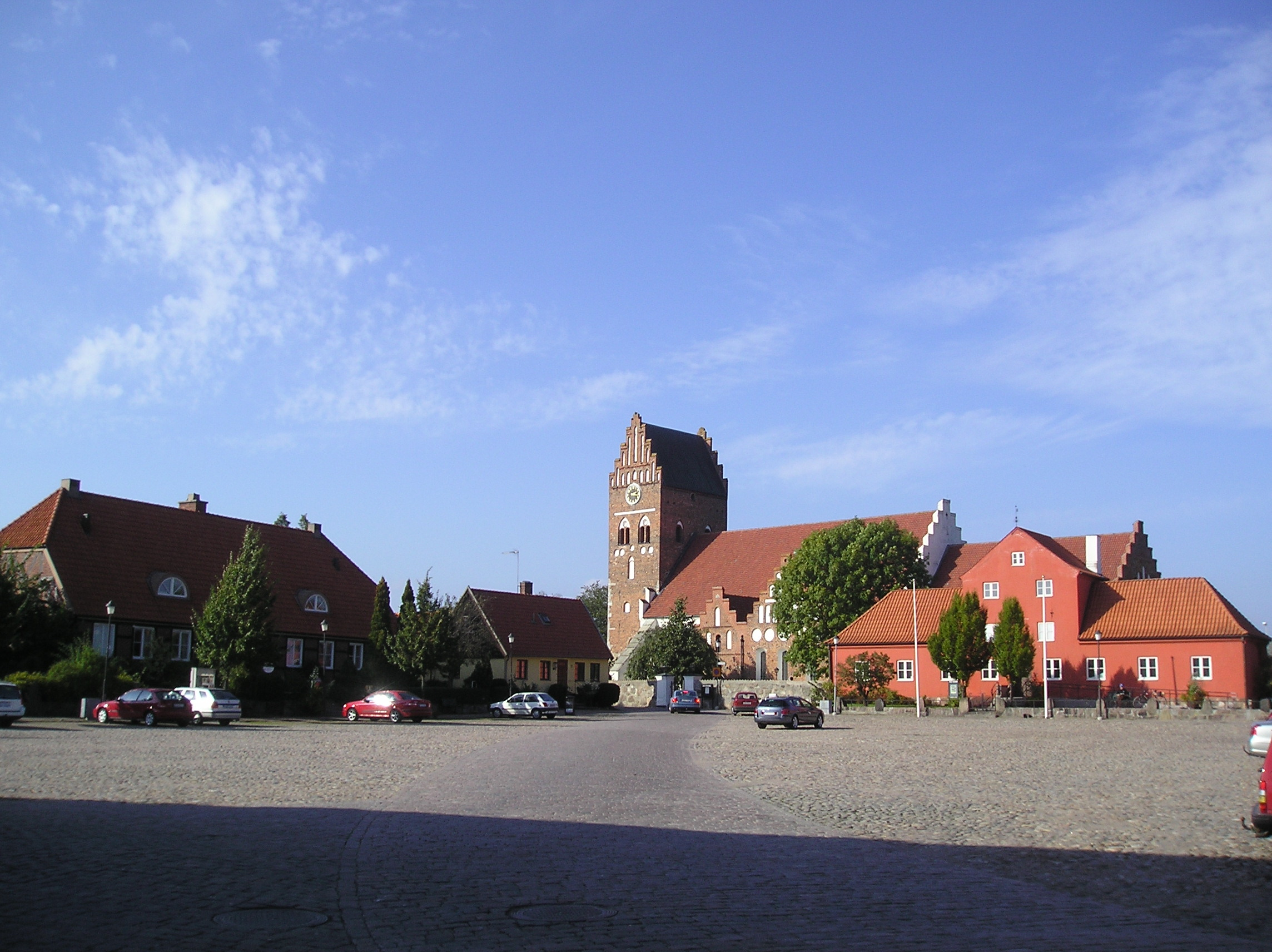
Torget med Sankta Maria kyrka och Åhus rådhus.
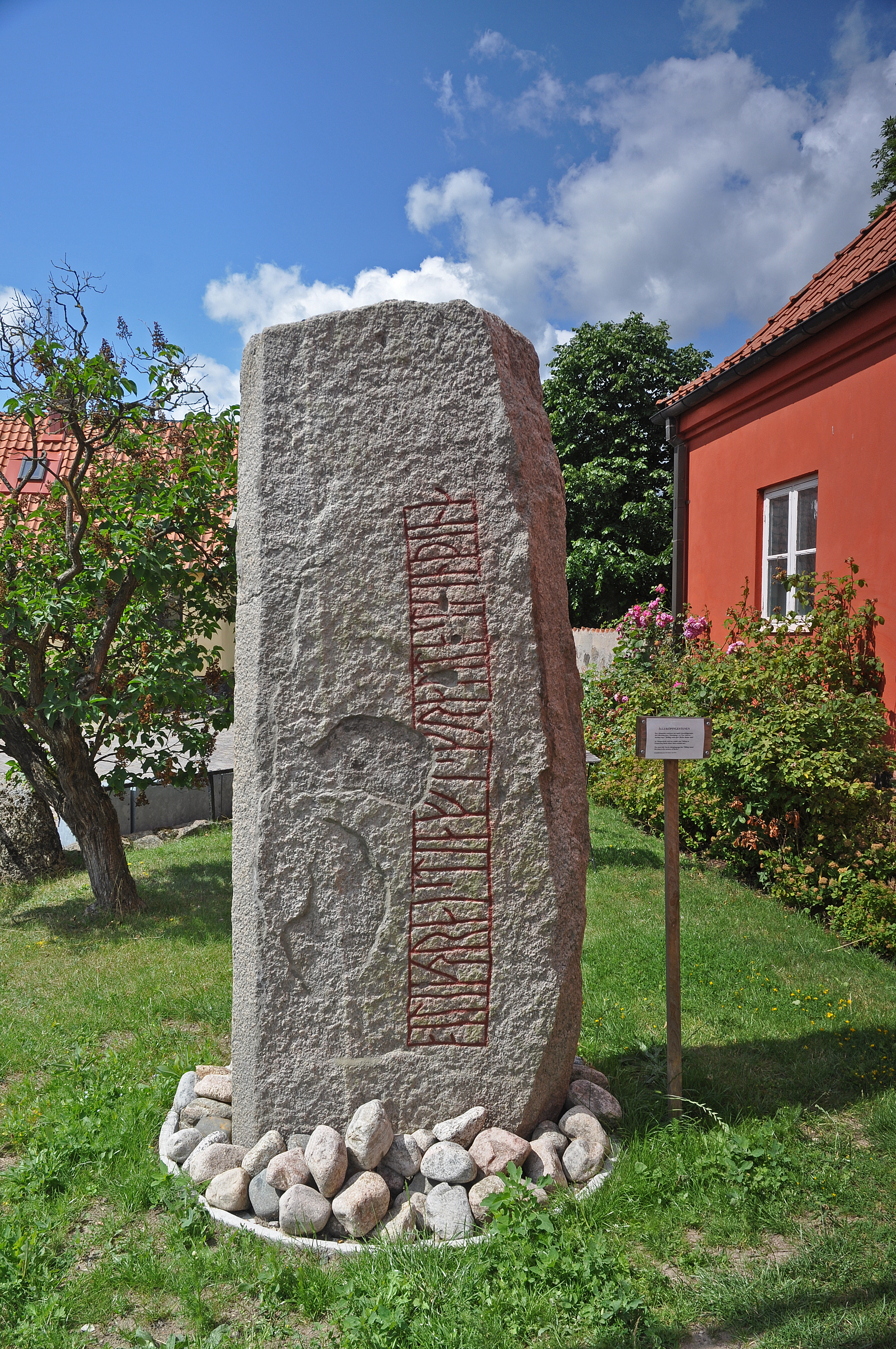
Älleköpingestenen